# Maurice R. Greenberg
Pour les articles homonymes, voir Greenberg et Hank Greenberg.
Maurice Raymond Greenberg, né le 4 mai 1925, connu sous les noms de Maurice R. Greenberg ou le surnom Hank Greenberg est l'ancien dirigeant de la compagnie d'assurance américaine American International Group (AIG) et le principal donateur de la Starr International Foundation.

## Distinctions

### Récompenses militaires
- 1952 : Bronze Star pour services rendus pendant la guerre de Corée
- 2009 : Médaille Double Hélice[1]
- 2015 :  Commandeur de la Légion d'honneur en tant que vétéran de la Deuxième guerre mondiale

### Honneurs
Il a obtenu plusieurs doctorats honoris causa : Université Brown 1990 , Middlebury College, New York Law School, Université Rockefeller